# RAF Coastal Area
La RAF Coastal Area est une formation de la Royal Air Force (RAF). Fondée en 1919, elle est pensée comme le premier service aéronaval de la RAF. Elle est remplacée par le RAF Coastal Command le 14 juillet 1936.

## Les débuts de l'aéronavale
Le Comité de Défense impériale (CID) se réunit en 1909 et décide de l'orientation que prendra la puissance aérienne britannique au début du XXe siècle. En ce qui concerne une puissance aéronavale, le First Lord of the Admiralty Winston Churchill, défenseur de l'aviation dans les affaires militaires, pousse à son développement. Sous la pression de la Royal Navy et de la British Army, le gouvernement augmente les dépenses et le budget de l'aviation passe de 9 000 livres sterling en 1909 à 500 000 livres sterling en 1913.
Avant la Première Guerre mondiale, l'état-major de la marine a une attitude positive à l'égard de l'aviation et son intérêt croît au cours du conflit. Avant la guerre, les préoccupations et les contraintes budgétaires ont freiné le développement de l'aviation. Tandis que le Bureau de la Guerre tente d'économiser de l'argent en encourageant des aviateurs civils tels que Samuel Cody à mener des recherches en son nom, principalement dans le domaine de la reconnaissance et de la coopération avec l'artillerie, l'Amirauté entreprend ses propres essais avec des avions construits selon ses propres spécifications. Entre 1909 et 1911, la marine profite des progrès considérables réalisés dans le domaine du développement militaire des aéronefs. Elle possède en effet une longue tradition en matière de recherche et de développement et accorde une grande importance à la navigation à longue distance et à la reconnaissance. L'attention se porte rapidement sur les avions embarqués. Le lieutenant Charles Rumney Samson (en) réussit l'exploit de s'envoler d'un navire en décembre 1911. Le 2 janvier 1912, le lieutenant H.A. Williamson, un officier sous-marinier titulaire d'un certificat du Royal Aero Club, présente un document traitant des avions embarqués et de leur utilisation dans le cadre de la lutte anti-sous-marine (ASM). Le Royal Naval Air Service (RNAS) s'en inspirera pour le développement de l'aéronavale.
La marine ne tarde pas à entreprendre des expériences pour voir si les navires de surface et les sous-marins peuvent être détectés depuis les airs, et elle commence ces recherches en juillet 1912 à Harwich et à Rosyth. Contrairement au Bureau de la Guerre, l'utilisation de la télégraphie sans fil et le largage de bombes sont largement utilisés dans la marine. Le Royal Flying Corps (RFC), de son côté, mène des expériences de largage de bombes mais refuse de répondre aux demandes de collaboration de l'Amirauté, et ce jusqu'en août 1914.
La Naval Air Wing est rebaptisée officiellement Royal Naval Air Service en juillet 1914 et affirme son indépendance vis-à-vis de tout autre service aérien. L'Amirauté introduit de nouveaux types d'avions et se montre enthousiaste à l'idée de poursuivre le développement et de s'efforcer d'améliorer tous les aspects de la conception des avions. Elle encourage la concurrence entre les entreprises privées dans le cadre de paramètres de conception qu'elle fixe. Le Royal Flying Corps, quant à lui, dépend de la Royal Aircraft Factory et le manque de concurrence conduit à une standardisation excessive de ses équipements, à une approche inflexible de la conception, ce qui a généralement retardé les progrès en matière de développement. Le RNAS est mieux préparé que le RFC à effectuer des opérations de détection efficaces en mer et à mener des attaques à l'aide de bombes contre des cibles navales et terrestres.

### Première Guerre mondiale

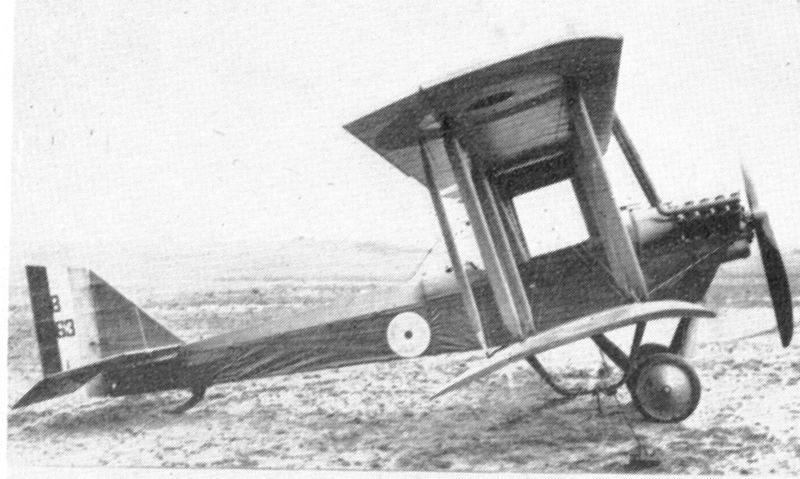
L'Airco DH.6, le premier avion au monde à être utilisé pour la lutte anti-sous-marine.

La Première Guerre mondiale est le premier signe de la nécessité d'une force aéronavale. Pendant la guerre, le RNAS est principalement responsable des opérations en mer. Il existe une certaine confusion et un débat sur le type d'aéronef qui conviendrait aux opérations polyvalentes. Les Allemands préfèrent les dirigeables, qui offrent l'avantage d'un long rayon d'action et d'une grande capacité de transport pour les missions maritimes, tandis que les Britanniques débattent de l'utilisation des hydravions à coque et des hydravions à flotteurs. Les hydravions à flotteurs sont plus petits, plus maniables et moins chers, tandis que les hydravions à coques ont un long rayon d'action mais sont plus coûteux à construire et à utiliser. L'utilisation d'avions au-dessus de la mer pose des problèmes. Peu de forces disposent de la doctrine militaire ou des capacités nécessaires pour déployer leurs charges dans le cadre d'opérations maritimes efficaces, bien que des manœuvres impliquant des aéronefs ont été effectuées en 1913. Néanmoins, les avions sont le pilier de la puissance aérienne maritime britannique pendant la Première Guerre mondiale. La contribution la plus importante de l'aviation aux opérations maritimes est la lutte anti-sous-marine. C'est dans ce rôle que la Coastal Area et le RNAS se révèlent décisifs durant le conflit.
Le sous-marin, sous la forme du U-Boot allemand, et l'avion, menacent le statu quo de la guerre maritime, en pouvant supplanter le cuirassé en tant qu'arme maritime principale et pierre angulaire de la suprématie navale. Pour les Britanniques, cela signifie que leurs routes commerciales vulnérables dans l'océan Atlantique peuvent être menacées par des sous-marins et, plus tard, par des avions. En 1916, après la bataille du Jutland, les Allemands doivent admettre que la flotte de surface de la marine impériale allemande ne peut rivaliser avec la puissance de la Royal Navy en haute mer, et misent donc sur les sous-marins pour étrangler les lignes de ravitaillement britanniques dans l'Atlantique. Les U-Boote remportent de grands succès avec l'attaque de navires marchands. En 1916, l'amiral John Jellicoe affirme que les Allemands peuvent remporter la victoire dans l'Atlantique et forcer la Grande-Bretagne à négocier. La situation est devenue si mauvaise, et si embarrassante sur le plan militaire, que le RNAS reçoit l'ordre de se concentrer uniquement sur la lutte anti-sous-marine. Le tournant dans l'Atlantique se produit lorsque les systèmes de convois escortés entrent en vigueur et que les navires marchands cessent de naviguer de manière indépendante. Le système est complété par des avions qui, bien qu'incapables de couler un sous-marin, peuvent causer des dommages psychologiques importants aux équipages des U-Boote et fournir un soutien en matière de reconnaissance, ce qui élimine la menace que représentent les sous-marins.
Malgré la préférence pour les hydravions, des dirigeables à enveloppe souple sont également développés pour les patrouilles anti-sous-marines. Les dirigeables sont construits en plusieurs types, tels que la classe SS (en), la classe SST (en), la classe SSP (en) et la classe SSZ (en). En ce qui concerne les hydravions à coque, cela commence par des Curtiss H achetés aux États-Unis, une version modifiée avec une nouvelle coque plus résistante à la mer est conçue par le commandant John C. Porte de la RNAS à la Seaplane Experimental Station (en) de Felixstowe. Ces appareils sont connus sous les noms de Felixstowe F.1, Felixstowe F.2 et Felixstowe F.3, pour culminer avec le Felixstowe F.5 en 1918. Ces appareils, ainsi que les dirigeables, apportent une contribution précieuse à la protection des convois,,.
La guerre sous-marine à outrance rend les avions plus importants que jamais dans la guerre contre les U-Boote. En 1917, 39 stations d'hydravions et 26 stations d'avions en Grande-Bretagne sont toutes affectées aux opérations de lutte anti-sous-marine. En décembre 1918, les forces aériennes côtières britanniques basées à terre doivent être composées de 353 hydravions à coques et à flotteurs et de 920 avions basés à terre. Les chiffres réels obtenus sont respectivement de 305 et 382, mais l'expansion prévue est clairement une indication de l'importance de la puissance aérienne dans le commerce et la défense maritime.
Les chiffres et les statistiques concernant l'impact de l'aviation côtière sur la flotte de sous-marins sont contestés. Selon les chiffres du ministère de l'Air, les avions ont repéré 361 U-Boote, en ont attaqué 236 et en ont coulé 10. Il est peu probable que ces chiffres soient exacts en raison du manque d'armes offensives, mais la tactique de l'épouvantail permet de repérer 96 U-Boote et d'en attaquer 46,. Les équipages des U-Boote, ignorant les capacités des avions, sont souvent contraints de plonger pour échapper à l'observation et à l'attention des écrans des destroyers qui les escortent et que les avions peuvent diriger pour les couler. En 1918, seuls six convois escortés par des avions sont attaqués. Un capitaine de sous-marin anonyme déclare que « les avions sont notre pire ennemi »,. À la fin de la guerre, la puissance aérienne maritime britannique est la plus avancée au monde. Avec un maximum de 3000 avions (tous services confondus), 55 000 membres d'équipages et 12 navires de transport d'avions, tels que le HMS Engadine (en), le HMS Campania et le HMS Argus (plus tard appelés porte-avions), la puissance aérienne montre ce dont elle est capable dans la guerre navale.
Grâce aux appareils sans fil et aux nouveaux avions tels que le Airco DH.6, des missions anti sous-marines efficaces peuvent être menées à bien, à tel point que les avions deviennent l'un des principaux instruments de la défense commerciale. La coopération constitue également un terrain propice à l'élaboration d'une doctrine tactique. Cependant, la capitulation de l'Allemagne en novembre 1918 et la démobilisation massive entrainent le déclin de l'aviation maritime pendant les vingt années qui suivent. En 1918, le RNAS a beaucoup plus contribué aux opérations aériennes maritimes à longue portée que le RFC ou son successeur, la Royal Air Force.
Jusqu'en avril 1918, les opérations aériennes maritimes relevent de la responsabilité du RNAS. Avec la création de la RAF, ces opérations deviennent de son domaine. Le No. 10 Group RAF (en) se voit confier cette tâche. En septembre 1919, la RAF Coastal Area est créée en tant que branche maritime du ministère de l'Air. Elle est subordonnée au nouveau service mais, après la guerre, elle ne reçoit que peu d'encouragement ou d'assistance de la part du ministère de l'Air pour le développement de son service.

## Ignorer les leçons du passé

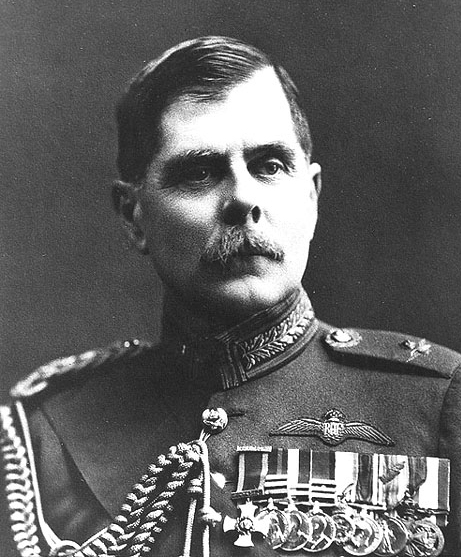
La lutte de Hugh Trenchard avec l'Amirauté a pour conséquence que le ministère de l'Air se concentre davantage sur les bombardements stratégiques, au détriment de la lutte anti-sous-marine.

Bien que la Grande-Bretagne ait été mise en difficulté par la guerre sous-marine à outrance durant la Première Guerre mondiale, l'Amirauté ignore complètement la menace des sous-marins jusqu'à la fin des années 1930. La Royal Navy a fondé sa force défensive traditionnelle sur le cuirassé, utilisé pour défendre ses eaux et ses flottes marchandes. Cette arme s'est révélée incapable de contrer les sous-marins pendant la guerre. L'Amirauté ignore également les dégâts causés par les sous-marins et les considère comme des armes défensives inefficaces. Compte tenu du désarmement de l'Allemagne, la menace offensive semble faible. Même après la montée en puissance d'Adolf Hitler et la naissance du Troisième Reich, elle semble peu encline à réarmer les forces aériennes britanniques de lutte anti-sous-marine. Au contraire, le traité naval germano-britannique signé en juin 1935 permet aux Allemands de porter la puissance des sous-marins allemands à un tiers du tonnage de déplacement de l'ensemble de la Royal Navy. En fait, les Allemands ont commencé à développer des sous-marins dès 1922, malgré le traité de Versailles et l'interdiction des sous-marins militaires allemands,.
Au sein de la RAF, née en avril 1918 de la fusion du RNAS et du RFC, l'aviation maritime a toujours sa place. Cependant, la Royal Navy attend de la RAF qu'elle lui rende la composante navale après la guerre, ce qui est raisonnable compte tenu de l'indifférence de la RAF à l'égard de la campagne anti-sous-marine lors du conflit de 1914-1918. L'échec de la RAF à cet égard déclenche une lutte de pouvoir entre le ministère de l'Air, d'une part, et l'Amirauté et le Bureau de la Guerre, d'autre part. Le ministère de l'Air, dont l'existence est menacée, décide de repousser les tentatives de l'Amirauté et du Bureau de la Guerre de démanteler la RAF et de récupérer le RFC et le RNAS en proposant une stratégie alternative innovante et moins coûteuse pour la puissance aérienne britannique à l'avenir. La RAF, sous la direction d'un nouveau Chief of the Air Staff, Hugh Trenchard, adopte la théorie du bombardement stratégique des théoriciens tel que Giulio Douhet, qui affirme que la puissance aérienne peut gagner des guerres à elle seule, sans qu'il soit nécessaire de recourir aux armées et aux marines,. L'aviation maritime et les précieuses leçons de la Première Guerre européenne sont mises de côté, mais la nomination de Trenchard et de ses idées, la mise à l'écart des personnalités les plus faibles telles que le Chief of the Air Staff Frederick Sykes et le soutien continu de Winston Churchill évitent au ministère de l'Air d'être démantelé. En juillet 1923, Trenchard envoie un mémorandum à l'Air Officer Commanding Central et à l'Air Officier Commanding Coastal Areas, les informant que l'offensive stratégique de zone sera la politique dominante des futurs conflits, et que les services côtiers prendront part à ces opérations. Ce faisant, Trenchard déclare ouvertement que les objectifs de l'armée de l'air ne sont en aucun cas en conflit avec ceux de l'armée de terre ou de la marine. Cela signifie que les escadrons maritimes ou « auxiliaires » seront radicalement réduits pour permettre de se concentrer sur les bombardiers et les chasseurs basés à terre pour l'attaque et la défense aériennes, conformément à la « politique de non-spécialisation » de la RAF,. Dans les années 1920, les Bomber et Fighter Area sont développées tandis que le Coastal Area est continuellement rétrogradé. En 1920, il ne reste plus grand chose des forces du Coastal Area.
La politique de Trenchard étant sans équivoque, pour des raisons à la fois militaires et politiques, l'aéronavale risque d'être purement et simplement démantelée. En avril 1923, les effectifs à terre se limitent à une seule escadrille . Un an plus tard, il ne reste plus qu'une escadrille de bombardiers-torpilleurs. En avril 1924, il ne reste plus que cinq escadrons d'avions embarqués. Ces réductions ne sont pas uniformes dans l'ensemble du service. Le pourcentage de réduction de la composante maritime est bien plus important que celui des éléments non maritimes. La règle des dix ans (selon laquelle il n'y aurait pas de guerre majeure pendant dix ans) établie en 1919 garantit que la RAF soit réduite de 50 %, ce qui ramène les escadrons maritimes de la RAF à seulement 5 % de leur effectif de novembre 1918. Le ministère de l'Air justifie cette réduction de l'aviation maritime par la « percée » de l'ASDIC (sonar), une technologie de détection sous-marine capable de repérer les sous-marins. Étant donné que 86 % de l'effort aérien maritime de la Première Guerre mondiale a été consacré à la lutte anti-sous-marine, il est raisonnable de réduire les dépenses maritimes à la lumière de la technologie désormais disponible,,.
L'absence de développement de la lutte anti-sous-marine dans les années 1920 et 1930 n'est pas entièrement imputable au ministère de l'Air. La lutte entre l'Amirauté et le ministère de l'Air se poursuit dans les années 1930 et l'Amirauté perd de vue la raison pour laquelle elle cherche à mettre en place son propre service aérien pour la marine. Il s'agit désormais de se venger de la RAF pour avoir réussi à faire échouer les tentatives antérieures de démantèlement de l'armée de l'air. Elle récupère la Fleet Air Arm (FAA) de la RAF en 1937, mais ne fait aucun effort pour développer des formations anti sous-marines. Au lieu de cela, elle continue à croire en la suprématie des navires de guerre et la FAA est censée être adaptée aux actions de la flotte uniquement. C'est une erreur que la plupart des grandes puissances, en particulier la marine impériale japonaise, ont commise pendant la période précédant la Seconde Guerre mondiale.
Pendant l'entre-deux-guerres, l'Amirauté a toujours été sceptique quant à la capacité de l'avion à couler un navire de surface. L'avion est considéré comme une simple technologie de reconnaissance. Cette attitude entraine l'absence de développement d'une force de frappe maritime et la perte d'une autre occasion précoce d'obtenir un soutien pour le Coastal Area/Coastal Command. En résumé, le First Sea Lord David Beatty déclare : « Je ne connais aucune opération dans laquelle la marine et l'armée de l'air doivent coopérer et dans laquelle la marine ne jouerait pas un rôle plus important que l'armée de l'air ».
En 1936, près de 18 ans après la fin de la Première Guerre mondiale, la structure de commandement de la RAF connait un changement majeur. Plusieurs programmes d'expansion se succèdent à un rythme tel pour réarmer l'armée britannique face à la menace nazie que les formations « Area » s'appellent désormais « Command ». Les Fighter et Bomber Area deviennent le Fighter and Bomber Command et la Coastal Area est rebaptisée Coastal Command. Son quartier général est situé à Lee-on-Solent. L'air marshal Arthur Longmore, AOC du Coastal Area, supervise le changement de nom et transmet le commandement à l'air marshal Philip Joubert de la Ferté le 24 août 1936,.